# فيلفيت سكاي
إسمها الحقيقي جيمي لين زانتير (بالإنجليزية: Jamie Lynn Szantyr)‏ وإسمها الشهير فيلفيت سكاي (بالإنجليزية: Velvet Sky)‏ هي مصارعة محترفة أمريكية ولدت في يوم 2 يونيو 1981 في مدينة نيو بريتن في كونيتيكت في الولايات المتحدة، إشتهرت خلال مشاركتها في بطولات تي إن أي كما أنها كانت أحد عضوات فريق ذا بيوتيفل مع كل من أنجلينا لوف وماديسون راين ولايسي فون إيريش وكاتارينا ووترز وليزا ماري فارون وغايل كين.

## روابط خارجية
- فيلفيت سكاي على موقع IMDb (الإنجليزية)
- فيلفيت سكاي على موقع WrestlingData.com (الإنجليزية)
- فيلفيت سكاي على موقع CageMatch worker (الإنجليزية)
- فيلفيت سكاي على موقع قاعدة بيانات المصارعة على الإنترنت (الإنجليزية)
- فيلفيت سكاي على موقع عالم المصارعة على الإنترنت (الإنجليزية)
- فيلفيت سكاي على موقع عالم المصارعة على الإنترنت (الإنجليزية)